# Willis-E.-Lamb-Preis
Der Willis E. Lamb Award for Laser Science and Quantum Optics wird jährlich von der Konferenz für Physics of Quantum Electronics (PQE) verliehen. Er ist nach Willis E. Lamb benannt.

## Preisträger
Jeweils mit offizieller Würdigung.
- 1998: Ali Javan für den Helium-Neon-Laser, Olga Kocharovskaya und Paul Mandel für Beiträge zum Studium atomarer Kohärenzeffekte in Lasern und Masern
- 1999: Melvin Lax für fundamentale Beiträge zur Quantentheorie des Lasers, Lorenzo Narducci für Beiträge zu Quanten-Fluktuationen und Quanten-Rauschen (speziell Anwendung des Quanten-Regressions-Theorems auf Probleme der modernen Optik), Herbert Walther für Einzel-Atom-Maser
- 2000: Federico Capasso und Alfred Y. Cho für die Quantenelektronik von Quantentöpfen und den Quantenkaskadenlaser
- 2001: James P. Gordon und Hermann A. Haus insbesondere für Ausbreitung von Solitonen in Glasfasern und den Gordon-Haus-Effekt.
- 2002: Jonathan Dowling, Luigi Lugiato und Yanhua Shih speziell für räumliche Kohärenzeffekte bei quantenverschränkten Multiphoton-Zuständen
- 2003: Leon Cohen für Quasi-Wahrscheinlichkeitsverteilungen in der Quantenmechanik und das damit verbundene angewandte Gebiet der Zeit-Frequenz-Analyse, Michael Feld für die erste experimentelle Demonstration von Mikrolasern und Superradianz und Anwendungen von Optik in der Biophysik, Herschel Rabitz für seinen Lernalgorithmus-Zugang zur Kontrolle von Quantenphänomenen mit weitreichenden Anwendungen.
- 2004: Karl Kompa für Laserchemie und chemische Laser (besonders den Sauerstoff-Iod-Laser), Stuart Rice für Pionierarbeiten zur dynamischen Quantenstatistik und insbesondere die Laserkontrolle chemischer Reaktionen, Lu Sham insbesondere für seinen Beitrag zur Dichtefunktionaltheorie nach Kohn und Sham.
- 2005: Gérard Mourou insbesondere für Laser hoher Leistung und kurze Pulse, Szymon Suckewer für Röntgenlaser, Sune Svanberg für Anwendung des Lasers in der medizinischen Diagnostik und Therapie
- 2006: Raymond Chiao für Beiträge zum Verständnis der Zeit in der Quantenmechanik bei Tunnelexperimenten (Frage der Überlichtgeschwindigkeit) und Quantenradierer, Roy Glauber für das Verständnis der Grundlagen quantenmechanischer Kohärenz, Manfred Kleber für das Verständnis der Tunnelzeit und Quanteninterferenz bei äußeren Feldern
- 2007: Hans Frauenfelder für Pionierleistungen zur Strahlungs-Biophysik, Moshe Shapiro für Pionierleistungen in Laserchemie und Quantenkontrolle, Sunney Xie für CARS-Mikroskopie (Nichtlineare Raman-Spektroskopie)
- 2008: Gershon Kurizki für seine Beiträge zum Zerfall von quantenmechanischen Zuständen bei kurzen Zeiten, Dekohärenz und deren Kontrolle, Mark Raizen für experimentelle Untersuchungen von dynamischer Lokalisierung, nichtexponentiellem Zerfall von Zuständen und Zeno- und Anti-Zeno-Effekte, Wolfgang Schleich für seine Arbeiten zur Interferenz im Phasenraum, dynamische Lokalisierung und Quantum State Engineering.
- 2009: Robert W. Boyd für Pionierarbeiten zur nichtlinearen Wechselwirkung von Laserlicht mit Materie, Quantum Imaging und Slow Light, Robert L. Byer für Pionierarbeiten zur nichtlinearen Optik einschließlich parametrischer Verstärkung, Norbert Kroó für Pionierarbeiten zu Oberflächenplasmonen und anderen elementaren Anregungen.
- 2010: John Pendry für Pionierarbeiten zur Transformationsoptik, Vladimir M. Shalaev für Pionierarbeiten zu Metamaterialien und Plasmon-Nanostrukturen, Aleksei M. Zheltikov für Pionierarbeiten zur ultraschnellen nichtlinearen Optik in speziell entwickelten photonischen kristallinen Fasern.
- 2011: Ron Folman für Pionierbeiträge zum Atom-Chip und Materialwissenschaften in der Atomoptik, Randall G. Hulet für Pionierarbeiten bei ultrakalten Bose- und Fermisystemen und ihre Anwendung zum Verständnis fundamentaler Prozesse, Mark A. Kasevich für Pionierarbeiten zur Atomoptik und Atominterferometrie und deren Anwendung in der Quanten-Metrologie.
- 2012: Henry Kapteyn und Margaret Murnane für Pionierarbeiten zur Erzeugung ultrakurzer Laserpulse mit Anwendung auf die Röntgenphysik (Kapteyn) und Molekülphysik (Murnane), Jorge G. Rocca für tabletop-Röntgenlaser.
- 2013: Shaul Mukamel für Pionierarbeiten zu neuartigen und multidimensionalen molekularen Spektroskopien, Peter Nordlander für grundlegende theoretische Arbeiten in der Plasmonik, Susanne Yelin für Pionierbeiträge zum Verständnis kohärenter Phänomene von Superradianz bis zu ultrakalten Molekülen.
- 2014: Pierre Meystre für Pionierarbeiten in der Vielteilchentheorie-Quantenoptik vom Freien Elektronenlaser bis zu Quantengasen, Shi-Yao Zhu für Pionierbeiträge vom Lasing without Population Inversion (LWI) bis zu gequetschter spontaner Emission, M. Suhail Zubairy für grundlegende Arbeiten von rauschfreier Verstärkung bis zu Super-Rayleigh-Auflösung.
- 2015: Hui Cao für Kontrolle von Quantenoptik-Prozessen in Nanostrukturen und Verständnis der Farberzeugung in der Natur, Douglas Stone für theoretische Arbeiten zu Quantenoptik mesoskopischer Festkörper-Strukturen, Vladislav Yakovlev
- 2016: Robin Côté, Maciej Lewenstein (theoretische Quantenoptik), John Madey (Freier Elektronenlaser), Anton Zeilinger (Quantenteleportation u. a.)
- 2017: Naomi Halas, Mikhail Lukin, Rainer Weiss
- 2018: Peter Zoller, Jian-Wei Pan, Ernst Rasel
- 2019: Paul Corkum, Don Page, William Unruh
- 2020: Stephen E. Harris, Christopher R. Monroe, Alexei V. Sokolov
- 2022: Dana Z. Anderson, Yoshihisa Yamamoto, Renbao Liu
- 2023: Christoph Keitel, Franco Nori, Eric Van Stryland
- 2024: Vanderlei Bagnato, Carmen Menoni, Da-Wei Wang
- 2025: Luiz Davidovich, J. Gary Eden, Volker Deckert